# ب‌ام‌و ایکس۳ (اف۲۵)

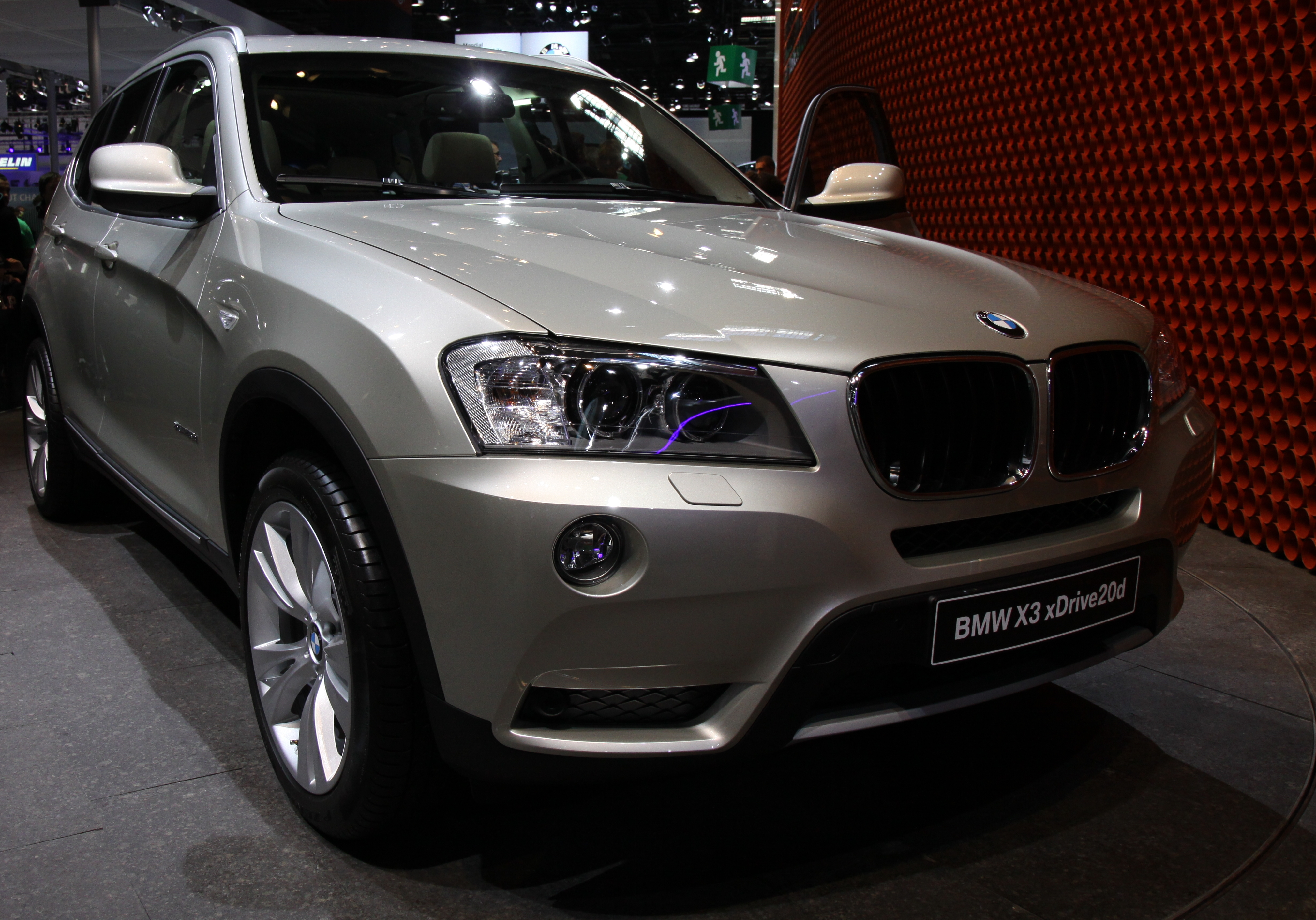

ب‌ام‌و ایکس۳ (اف۲۵) (BMW X3 (F25)) خودرویی است که در سال‌های ۲۰۱۰ تا تولید شده‌است. طراحی آن موتور جلو، خودرو چهار چرخ محرک بوده طول آن در حالت طبیعی ۴٬۶۵۲ میلیمتر (۱۸۳٫۱ اینچ) و عرض آن در حالت طبیعی ۱٬۸۸۴ میلیمتر (۷۴٫۲ اینچ) و ارتفاع آن در حالت طبیعی ۱٬۷۱۳ میلیمتر (۶۷٫۴ اینچ) است. سیستم جعبه‌دندهٔ آن ۸ دنده به دو صورت خودکار و دستی است.